# Enfield (Irland)
Enfield (auch: Innfield, irisch An Bóthar Buí, deutsch: der gelbe Weg) ist eine Kleinstadt in der Republik Irland mit 3663 Einwohnern (Stand 2022); gegenüber der Volkszählung 1991 hat sich die Einwohnerzahl damit etwa verachtfacht.

## Lage
Die Ortschaft liegt im Süden der Grafschaft Meath am Royal Canal etwa 38 Kilometer westnordwestlich von Dublin. Südlich an Enfield vorbei führt die M4 von Dublin nach Mullingar. Hier kreuzen sich die R148, die R159 und die R402. Noch etwas weiter südlich bildet der Fluss Blackwater die Grenze zur Grafschaft Kildare. 

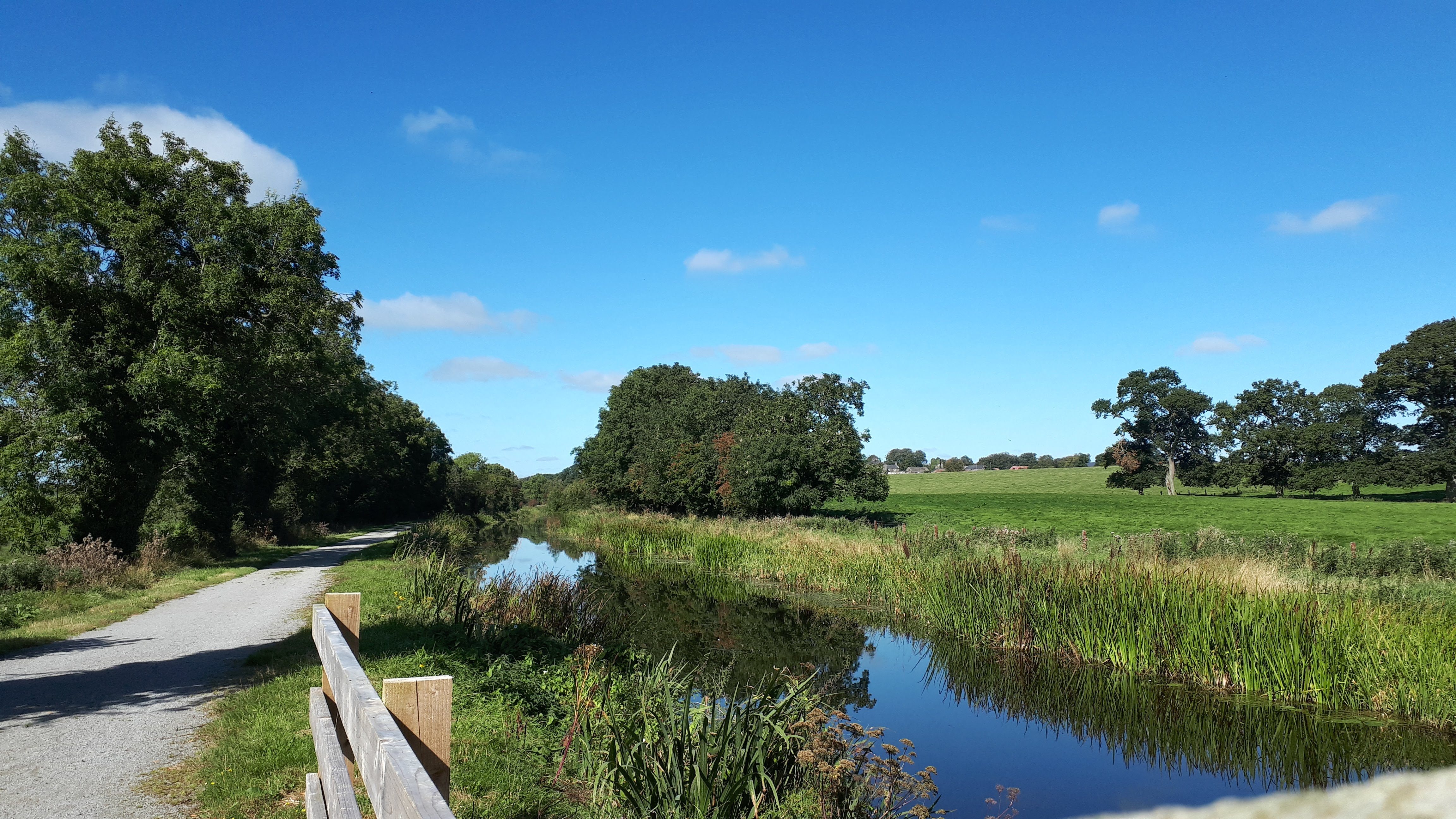
Royal Canal bei Enfield

## Geschichte
1735 wurde die Straße von Dublin nach Mullingar gebaut, sodass Enfield zur Wechselstation für Pferde wurde. 1807 wurde Enfield Hafen am Royal Canal und 1847 öffnete der Bahnhof (1963 geschlossen, 1988 wieder eröffnet). 

## Persönlichkeiten
- William Welles (1409/1410–1461), Lordkanzler von Irland (1461), residierte bei Enfield (in Posseckstown)
- Bryan Fowler (1898–1987), Polo-Reiter, Silbermedaillengewinner bei den Olympischen Spielen 1936
- David Foster (1955–1998), Vielseitigkeitsreiter, Teilnehmer an den Olympischen Spielen 1984, 1988 und 1996, bei einem Reitunfall tödlich verunglückt
- Luke McNally (* 1999), Fußballspieler